# Neringa Morozaitė-Rasmussen

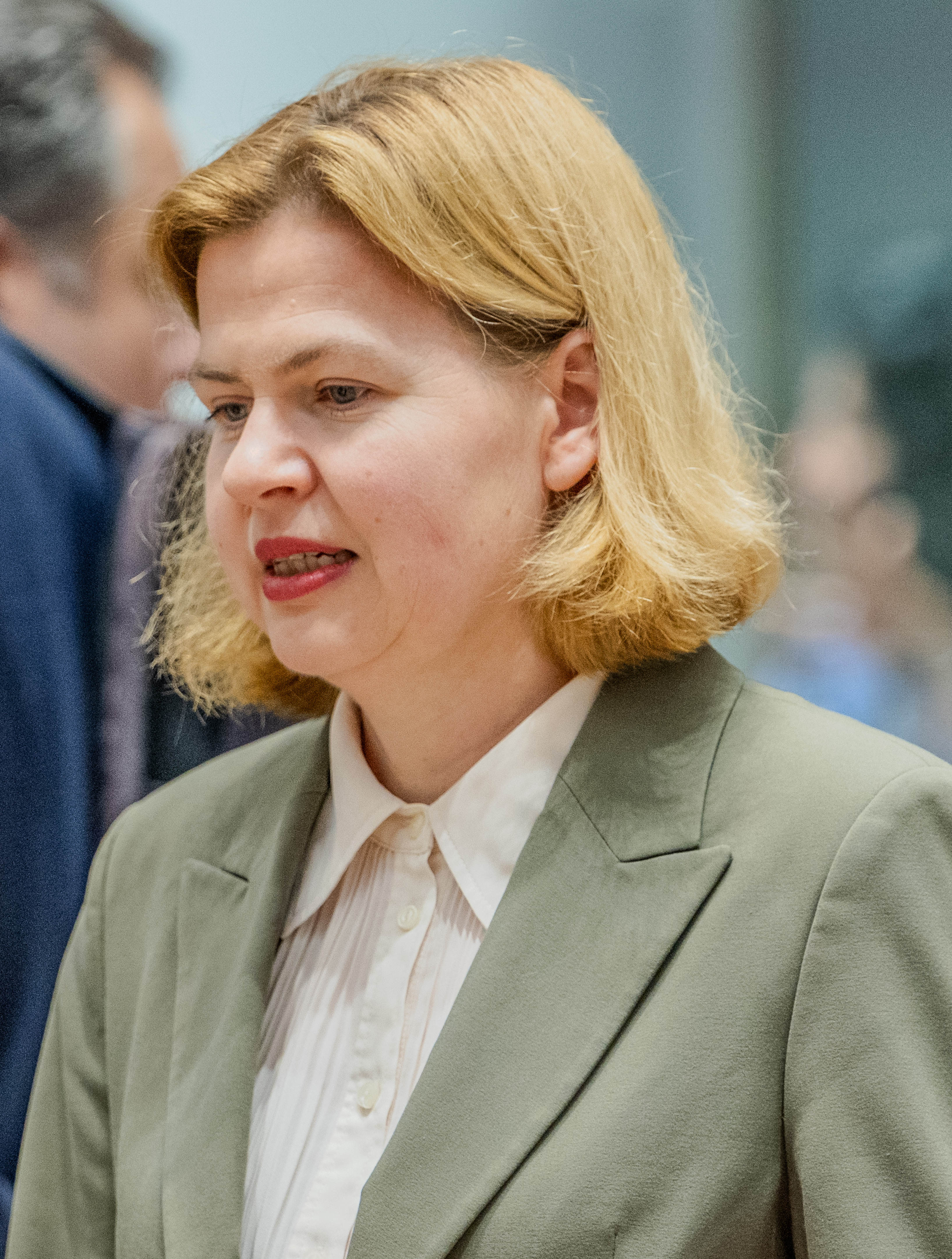
Neringa Morozaitė-Rasmussen (2024)

Neringa Morozaitė-Rasmussen (* 12. November 1979 in Alytus) ist eine litauische liberale Politikerin, Vizeministerin und  stellvertretende Wirtschaftsministerin Litauens.

## Leben
Nach dem Abitur 1998 an der Dainava-Mittelschule Alytus absolvierte sie von 1998 bis 2002 das Bachelorstudium der Politikwissenschaft und von 2002 bis 2004 das Masterstudium der Politikwissenschaft (Fachrichtung European Studies) an der Universität Vilnius in der litauischen Hauptstadt Vilnius.
Von 2000 bis 2005 war sie Beraterin des Präsidenten des Seimas der Republik Litauen, von 2005 bis 2009 Projektleiterin bei Public Communications Partners UAB und von 2009 bis 2014 Direktorin der Abteilung für Krisen und Kampagnen bei Public Relations Partners UAB. Von 2014 bis 2018 arbeitete sie als Beraterin eines Mitglieds des Europäischen Parlaments, von 2018 bis 2019 Stabschefin eines Mitglieds des Europäischen Parlaments. Von 2023 bis Oktober 2023 war sie Beraterin der Ministerin für Wirtschaft und Innovation. Seit Oktober 2023 ist sie stellvertretende Wirtschaftsministerin Litauens und Stellvertreterin von Aušrinė Armonaitė im Kabinett Šimonytė. Sie wurde vierte Vizeministerin am Ministerium.
Von 1999 bis 2001 leitete sie als Vorsitzende  die Liberale Jugend Litauens. Sie war Mitorganisatorin des Jahrestreffens 2019 des Global Lithuanian Diaspora Professionals Club in Zusammenarbeit mit dem Belgischen and Luxembourgischen Investors Club, Global Lithuanian Leaders.
Ihre Fremdsprachen sind Englisch, Französisch, Russisch, Dänisch und Polnisch.

## Familie
Sie ist verheiratet.